# Emanuel Insúa
Emanuel Mariano Insúa (Buenos Aires, 10 de abril de 1991) é um futebolista argentino que joga como lateral-esquerdo no Vélez Sarsfield. O atleta é o irmão mais novo do também futebolista Emiliano Insúa.

## Carreira

### Boca Juniors
Formado nas divisões de base do Boca Juniors, Emanuel foi promovido ao elenco profissional em 2011, para fazer a pré-temporada com o clube na Argentina.

### Panathinaikos
Insua em 2017, se transferiu ao Panathinaikos.

## Estatísticas
Até 1 de outubro de 2014.

### Clubes
| Clube             | Temporada         | Campeonato nacional | Campeonato nacional | Copa nacional[a] | Copa nacional[a] | Competições continentais[b] | Competições continentais[b] | Outros torneios[c] | Outros torneios[c] | Total | Total |
| Clube             | Temporada         | Jogos               | Gols                | Jogos            | Gols             | Jogos                       | Gols                        | Jogos              | Gols               | Jogos | Gols  |
| ----------------- | ----------------- | ------------------- | ------------------- | ---------------- | ---------------- | --------------------------- | --------------------------- | ------------------ | ------------------ | ----- | ----- |
| Boca Juniors      | 2011-12           | 1                   | 0                   | 0                | 0                | 0                           | 0                           | 0                  | 0                  | 1     | 0     |
| Boca Juniors      | Total             | 1                   | 0                   | 0                | 0                | 0                           | 0                           | 0                  | 0                  | 1     | 0     |
| Godoy Cruz        | 2012-13           | 33                  | 1                   | 1                | 0                | 0                           | 0                           | 0                  | 0                  | 34    | 1     |
| Godoy Cruz        | Total             | 33                  | 1                   | 1                | 0                | 0                           | 0                           | 0                  | 0                  | 34    | 1     |
| Boca Juniors      | 2013-14           | 25                  | 1                   | 0                | 0                | 0                           | 0                           | 0                  | 0                  | 25    | 1     |
| Boca Juniors      | 2014-15           | 3                   | 0                   | 1                | 0                | 1                           | 0                           | 0                  | 0                  | 5     | 0     |
| Boca Juniors      | Total             | 28                  | 0                   | 1                | 0                | 1                           | 0                           | 0                  | 0                  | 30    | 1     |
| Total na carreira | Total na carreira | 62                  | 2                   | 3                | 0                | 1                           | 0                           | 0                  | 0                  | 66    | 2     |

- a. ^ Jogos da Copa Argentina
- b. ^ Jogos da Copa Libertadores
- c. ^ Jogos do Jogo amistoso